# سفارة أستراليا في ألمانيا
سفارة أستراليا في ألمانيا هي أرفع تمثيل دبلوماسي لدولة أستراليا لدى ألمانيا. تقع السفارة في برلين وهي تهدف لتعزيز المصالح الأسترالية في ألمانيا.

## وصلات خارجية
- قائمة سفارات أستراليا
- قائمة السفارات في ألمانيا